# خانواده پروتئین ERM
خانواده پروتئین ERM (انگلیسی: ERM protein family) خانواده‌ای از پروتئین‌ها متشکل از ازرین، رادیکسین و موئیزین است. این سه مولکول پارالوگ در مهره‌داران یافت می‌شوند. از آنجایی که سایر جانداران تنها یک ژن ERM دارند، احتمالاً این سه پارالوگ در مهره‌داران در اثر پدیدهٔ مضاعف شدن ژن ایجاد شده‌اند.
طی تکامل جانداران، این سه پروتئین به‌شدت محافظت‌شده‌اند و بیش از ۷۵٪ تشابه ساختاری در ریشه‌های آمینی و کربوکسیل این پروتئین‌ها در مهره‌داران و هومولوگ‌های آنها در دروزوفیلا (دموئیزین) و کرم الگانس (ERM-1) مشاهده شده‌است.

## ساختار
مولکول ERM دارای سه دومِـین پروتئین به شرح زیر است:
- یک دومِـین کُروی در ریشهٔ آمینی که با نام دومین FERM شناخته می‌شود و به پروتئین‌های ERM اجازهٔ تعامل شیمیایی با پروتئین‌های غشای سلولی یا پروتئین‌های اسکلت سلولی در زیر غشاء سلولی را می‌دهد..[۶] دومین FERM از سه زیرواحد (F1, F2, F3) تشکیل شده‌است که آرایه‌ای شبیه به برگ شبدر دارند.
- دومِـین بلند مارپیچ آلفا
- دومِـین ریشهٔ کربوکسیل که موجب تعامل شیمیایی با اکتین اِف می‌گردد.

ازرین، رادیکسین و موئیزین همچنین دارای یک ناحیهٔ پُلی‌پرولین میان بخش مرکزی و دومِـین ریشهٔ کربوکسیل خود هستند.

## عملکرد
پروتئین‌های ERM با کمک مولکول CD44 موجب اتصال ریزرشته‌های اکتین به غشای سلولی می‌گردند، بدین‌ترتیب که با دومِـین ریشهٔ آمینی خود به CD44 و با دومِـین ریشهٔ کربوکسیل خود به ریزرشته‌های اکتین می‌چسبند.
موئیزین مستقیماً با دومین FERM خود به میکروتوبول‌ها در درون‌کشتگاهی متصل می‌شود و در جاندار موجب ثبات میکروتوبول‌ها می‌گردد که عملکردهای اختصاصی و وابسته به ERM در جریان میتوز ضروری است.

## فعال شدن
پروتئین‌های ERM به‌شدت تحت کنترل هستند. این پروتئین‌ها به دو صورت یافت می‌شوند:
- غیرفعال: در این حالت پروتئین از لحاظ ساختمانی چین‌خورده‌است و این در صورتی است که دومین FERM با جایگاه‌های اتصالی اکتین اِف به صورت سر-به-دُم وصل شود.
- فعال: اگر اتصال سر-به-دُم دچار اختلال گردد، تاشدگی و چین پروتئین‌های ERM باز شده و محل‌های اتصالی آن آشکار و فعال می‌شود.

در سلول‌های کشت‌شده، پروتئین‌های ERM در ۸۵٪ موارد به صورت چین‌خورده و تاشده (غیرفعال) دیده می‌شوند.
بر پایه دانش کنونی از نحوهٔ فعال‌شدگی این پروتئین‌ها، دو گام زیر برای شروع فعالیت آنان صورت می‌پذیرد:
- نخست، فعالیت شیمیایی فسفاتیدیل‌اینوزیتول (۴٬۵) بیس‌فسفات در غشای سلولی سبب بازشدن چین‌های مولکول ERM می‌گردد.
- سپس یک آنزیم کیناز که هنوز به‌درستی شناسایی نشده‌است، یک ترئونین را در دومِـین به‌شدت محافظت‌شدهٔ ریشهٔ کربوکسیل، فسفریله می‌کند. فسفر به‌دست آمده، موجب ثبات ساختاری مولکول بازشده (و فعال ماندن آن) می‌شود.